# 동구 (광주광역시)
동구(東區)는 광주광역시의 구이다. 과거 전라남도청의 소재지였다. 서남권 개발의 중핵으로 전통 깊은 민주도시이며, 세계속의 문화도시로 발돋움하는 광주의 중심부 역할을 해온 동구는 동경 127°북위 35°에 위치, 북쪽으로는 광주광역시 북구와 연접하고, 남쪽으로는 전라남도 화순군과 경계를 이루며 광주천을 서남쪽에 끼고 무등산 너른 자락 밑에 자리잡고 있다.

## 역사
광주는 삼한시대에는 마한, 삼국시대에는 백제에 속하여 무진주라 했고 통일신라시대에는 무주라 불렸으며, 광주라는 명칭은 940년 고려 태조 23년에 처음 쓰게 되었다. 그 후 1373년 공민왕 22년에 광주목으로 개칭되고, 1430년 조선 세종 12년에 무진군, 1910년 광주면, 1931년 광주읍, 1935년 광주부 등으로 불렸다.
해방 후 1949년 8월 15일 광주시로 개칭되었다. 동구는 1973년 7월 1일 광주시 중부, 동부, 북부출장소를 통합 개청하였으며, 1988년 5월 1일 자치구로 승격되었다.
- 1973년 7월 1일 구제가 실시되어 전라남도 광주시 동구가 설치되었다.
- 1979년 1월 1일 산수2동을 산수2동과 산수3동으로, 중흥동을 중흥1동과 중흥2동으로 분동하였다.
- 1979년 5월 1일 지산동을 지산1동과 지산2동으로 분동하였다.
- 1980년 4월 1일 : 아래와 같이 동구의 일부가 분리되어 북구가 신설되었고, 일부는 서구로 이관되었다.

| 광주시조례 제944호                                                  |                                                                     |
| 개편 전                                                             | 개편 후                                                             |
| 동구 중흥동, 우산동, 풍향동, 문화동, 서산동, 충효동, 청옥동, 장운동 | 북구 중흥동, 우산동, 풍향동, 문화동, 서산동, 충효동, 청옥동, 장운동 |
| 동구 양림동, 방림동                                                 | 서구 양림동, 방림동                                                 |
- 1985년 11월 1일 서석1동과 서석2동을 서석동으로 합동하였다.
- 1986년 11월 1일 광주직할시 동구로 개칭하였다.
- 1988년 5월 1일 자치구로 승격하였다.
- 1995년 1월 1일 광주광역시 동구로 개칭하였다.
- 1998년 4월 27일 대금동, 충수동, 대의동, 충금동, 삼성동을 충장동으로, 동명1동, 동명2동을 동명동으로, 계림1동, 계림2동을 계림1동으로, 산수1동, 산수2동을 산수1동으로, 남금동, 서석동을 서남동으로, 학1동, 학2동을 학1동 합동하였고, 계림3동을 계림2동으로, 산수3동을 산수2동으로, 학3동을 학2동으로 개칭하였다.
- 2002년 3월 25일 학1동, 학2동을 학동으로 합동하였고, 지원동을 지원1동과 지원2동으로 분동하였다.
- 2011년 10월 1일 남구 방림2동 일부지역과 북구 중흥1동 일부지역, 풍향동 일부지역, 우산동 일부지역, 두암3동의 일부지역이 편입되고 산수2동 일부를 북구에 편입하였다.

## 지리

### 인문지리
동구는 북쪽으로 광주광역시 북구와 연접하고, 남쪽으로는 전라남도 화순군과 경계를 이루며, 광주천을 서남쪽에 끼고 무등산 너른 자락 밑에 자리잡고 있다. 동쪽으로 광주의 진산인 무등산 정상에서 남으로 장불재를 지나 천제등, 바람재, 향로봉을 통해 장원봉으로 이어지는 광주시를 향한 무등산 주능선과 남쪽으로 장불재와 중머리재 사이의 샘골에서 발원한 영산강 지류인 광주천을 끼고 서쪽으로 완만한 경사를 따라 시가지를 형성하는 동고서저형의 지형구조를 보이고 있다. 멀리 북쪽으로부터 서남쪽을 향해 흐르는 영산강의 본류인 극락강을 바라보고 지정학적으로는 호남 내륙의 중심을 점하고 있는 교통의 요충지이다.

### 기후
남부평지다우형 기후구에 속하며 2010년 연평균 기온 14.8°C, 최고기온은 8월에 35.5°C, 최저기온은 1월에 -10.1°C, 연강수량은 1,510mm로 7월에 607mm, 1월에 36mm였다. 평균습도는 최저 55 ~ 최고 82%였다.

## 행정 구역
광주 동구의 행정 구역은 34개의 법정동과 이것을 관리하는 13개 행정동으로 구성되어 있다. 광주 동구의 면적은 49.21 km2이며, 인구는 2023년 6월(예상) 말 주민등록 기준으로 다음과 같다.

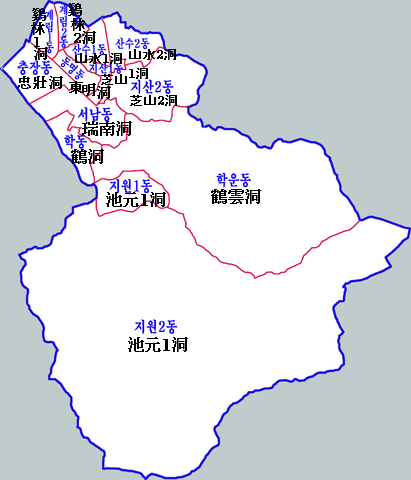
광주 동구의 행정구역

| 행정동  | 한자    | 면적 (km2) | 인구 (명) | 세대   |
| ------- | ------- | ---------- | --------- | ------ |
| 충장동  | 忠壯洞  | 1.09       | 4,190     | 2,853  |
| 동명동  | 東明洞  | 0.43       | 3,988     | 2,443  |
| 계림1동 | 鷄林1洞 | 0.63       | 11,011    | 4,997  |
| 계림2동 | 鷄林2洞 | 0.55       | 9,112     | 4,029  |
| 산수1동 | 山水1洞 | 0.73       | 6,851     | 3,482  |
| 산수2동 | 山水2洞 | 0.74       | 10,009    | 4,425  |
| 지산1동 | 芝山1洞 | 1.01       | 4,393     | 2,326  |
| 지산2동 | 芝山2洞 | 1.6        | 5,666     | 2,573  |
| 서남동  | 瑞南洞  | 1.41       | 2,104     | 1,889  |
| 학동    | 鶴洞    | 1.23       | 6,955     | 3,422  |
| 학운동  | 鶴雲洞  | 10.81      | 11,497    | 5,071  |
| 지원1동 | 池元1洞 | 1.37       | 7,667     | 3,214  |
| 지원2동 | 池元2洞 | 27.61      | 17,581    | 5,800  |
| 동구    | 東區    | 49.21      | 95,791    | 45,095 |

## 인구
| 연도   | 총인구    | ; |
| ------ | --------- | - |
| 1990년 | 191,681명 |   |
| 1995년 | 147,498명 |   |
| 2000년 | 116,332명 |   |
| 2005년 | 119,783명 |   |
| 2010년 | 103,998명 |   |
| 2015년 | 104,173명 |   |

## 구청
- 현재 동구청은 광주광역시 동구 서남동에 위치하고 있다.

## 교육 기관
- 국공립대학교

|  | - 전남대학교(학동캠퍼스) |

- 사립대학교

|  | - 조선대학교 |

- 사립전문대학

|  | - 조선이공대학교 | - 조선간호대학교 |

- 고등학교

|  | - 광주고등학교 - 전남여자고등학교 | - 살레시오여자고등학교 - 조선대학교부속고등학교 | - 조선대학교여자고등학교 |

- 평생교육

|  | - 진명중학교 |

- 중학교

|  | - 무등중학교 - 조선대학교여자중학교 - 조선대학교부속중학교 - 운림중학교 - 살레시오여자중학교 - 충장중학교 |

## 대형마트
- 이마트 동광주점

## 자매 도시
| 지역 & 국가 | 도시           | 도시                            |
| ----------- | -------------- | ------------------------------- |
| 대한민국    | 경기도         | 파주시                          |
| 대한민국    | 대구광역시     | 중구                            |
| 대한민국    | 울산광역시     | 중구                            |
| 대한민국    | 전라남도       | 곡성군                          |
| 대한민국    | 전라남도       | 강진군                          |
| 대한민국    | 전라남도       | 보성군                          |
| 대한민국    | 전라남도       | 여수시                          |
| 중국        | 광둥성(广东省) | 광저우시(广州市) 웨슈구(越秀区) |